# Callorhinus ursinus
El oso marino ártico (Callorhinus ursinus) es una especie de mamífero pinnípedo de la familia de los otaríidos, la única del género Callorhinus. 
Habita en las costas e islas de buena parte de Alaska y Siberia (Islas Pribilof), aunque también cría más al sur, en aguas canadienses hasta las islas de Baja California.
El oso marino ártico pasa casi toda su vida en el mar, estableciéndose sólo en tierra firme en época de reproducción. Los machos llegan a ser hasta 5 veces más grandes que las hembras. Los machos pueden alcanzar los 2,1 m y 270 kg de peso, mientras que las hembras no sobrepasan 1,5 m de longitud, ni los 50 kg de peso.